# 東京・埼玉連続幼女誘拐殺人事件
東京・埼玉連続幼女誘拐殺人事件（とうきょう・さいたま れんぞくようじょゆうかいさつじんじけん）とは、1988年（昭和63年）から翌1989年（平成元年）にかけて日本の関東地方（埼玉県・東京都）で相次いで発生した4件の誘拐殺人事件。警察庁により、広域重要事件117号に指定された。
1988年8月 - 1988年12月にかけ、埼玉県西部の入間川流域（入間市・飯能市・川越市）でA（事件当時4歳）、B（同7歳〈小学1年生〉）、C（同4歳）の女児3人が相次いで行方不明になり、Cは行方不明になってから数日後に山中で他殺体となって発見された。その後、1989年2月にはAの遺族に遺骨が送りつけられ、同年6月には東京都江東区の女児D（同5歳）が行方不明となり、埼玉県飯能市でバラバラ死体となって発見された。同年8月に一連の事件の犯人である宮﨑勤がD事件の被疑者として警視庁に逮捕され、彼の自供により行方不明のままだったBも遺体で発見された。宮崎は2006年（平成18年）2月2日に死刑判決が確定、2008年（平成20年）6月17日に東京拘置所で死刑を執行されている。
被害者の遺骨を遺族に送りつける、犯行声明を新聞社に送りつけるなど、不可解な行動を犯人がとったことで、マスメディアによる報道が過熱。犯人逮捕後も、犯人の趣味嗜好などが大きく取り上げられ、「おたく」という呼称・言葉が広く周知されるきっかけとなった。当時としては異例の2度の正式な精神鑑定が行われた事件でもある。
犯人の名前から、「宮崎事件」「宮崎勤事件」「M君事件」などと呼ばれる。犯人だけでなく、被害者の名前も実名で報道された事件であるが、本項では被害者を事件発生順にA・B・C・Dと表記する。

## 事件の経緯

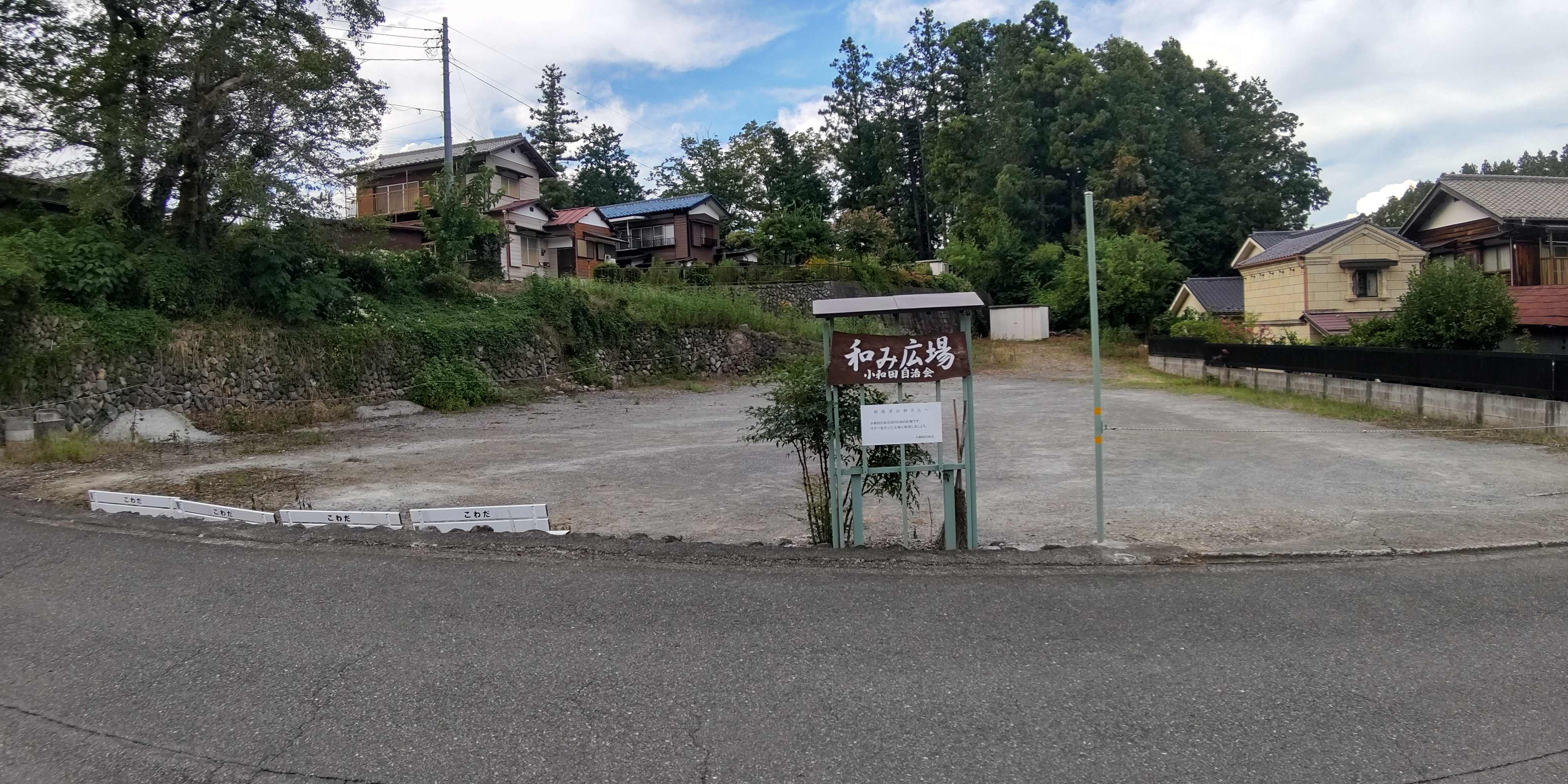
東京都あきる野市小和田（旧：西多摩郡五日市町小和田）にある「和み広場」。ここは宮崎勤の生家（五日市町小和田181番地）と彼の父親が経営していた「新五日市社」社屋の跡地であり、A事件・D事件ではそれぞれ被害女児の遺体がここで焼却・切断された。2023年9月撮影。

### A事件
1988年8月22日、埼玉県入間市春日町で幼稚園児の女児A（当時4歳）が行方不明になり、両親が「娘が帰ってこない」と埼玉県警察に通報した。Aは15時20分ごろ、近所に住む同じ幼稚園の友人宅に遊びに行くと言い残して外出したが、実際には友人宅には寄っていなかった。同日15時30分ごろにはAが自宅近くで、中年男性について行くような形で入間川の方へ向かって歩いている姿を、男児2人が目撃している。またAと同じ団地に住んでいた主婦2人も同じころ、Aが自宅近くの市道を西から歩いてきて、自宅のある団地に隣接する市立黒須小学校校庭の角を左折し、見知らぬ中年の男（見た目は30 - 40歳）の数メートル後をついていくように、団地と小学校の間の道を入間川方向へ歩いて行く姿を目撃していた。
翌23日以降、所轄の狭山警察署や入間市消防本部（現：埼玉西部消防組合）、地元自治会員らが徹夜で付近の入間川・霞川や用水路、寺社などで大規模な捜索を行い、前述の男児2人の証言から、県警は誘拐事件も視野に捜査を進めたが、Aは発見されなかった。前述の目撃証言から、Aは友人宅に向かったはずが何らかの理由で引き返し、自宅前を通り過ぎていったことになるため、広範囲の捜索でも手掛かりが得られなかったこと、また慎重な性格であるAが傘も持たず、一人で川など危険な場所に行くことは考えられないことから、狭山署はAが友人宅へ向かう途中で誰かに声をかけられた可能性を強めて捜査した。実際にはAは犯人である宮﨑勤によって誘拐された直後に殺害されていた。宮崎は殺害後しばらく経ち、死後硬直で固くなったAの遺体にわいせつ行為を行う様子をビデオ撮影している。

### B事件
その後、同年10月3日に同県飯能市下赤工で市立原市場小学校1年生の女児B（当時7歳）が行方不明になった。Bは同日13時50分ごろに集団下校し、途中で欠席した同級生宅に一人で寄って学校からの連絡帳を届けた後、自宅玄関先にランドセルを置いたまま行方不明になった。現場は飯能市街地から約8 km離れた名栗川（入間川の上流部）・県道飯能下名栗線沿線の山間地である。宮﨑はBを誘拐した直後に殺害し、その直後にわいせつ行為をした。
Bの家族はBが失踪した3日夜に捜索願を出し、これを受けた埼玉県警や所轄の飯能警察署、飯能消防署は4日朝から、B宅近くの入間川など周辺一帯で大規模な捜索を行ったが、手掛かりは得られなかった。失踪現場はA事件の失踪現場と同じ入間川沿い（A事件の現場から約12 km上流）にあり、また両事件には「被害女児がおかっぱ頭」「失踪時間帯は月曜日の日中」という共通点が見られたことから、埼玉県警はこの時点で両事件の関連を調べていた。事件を受けて原市場小学校は10月はじめに予定していた運動会を延期し、11月になって開いたが、Bの家族に配慮して応援合戦やアトラクションを自粛していた。

### C事件
同年12月9日には同県川越市古谷上で、幼稚園児の女児C（当時4歳）が行方不明になった。Cは事件当日の14時30分ごろに母親とともに幼稚園から帰宅した後、自宅のある棟から約100 m離れた別棟の友人宅へ遊びに行った。その後、既に暗くなっていた16時30分ごろにもう一人の友達と一緒にこの園児宅を出たが、自宅まで約20 mのところで友人と別れた。ここまでは団地内の主婦が目撃していたが、そこから約20 m先の自宅のある棟との間で行方不明になった。 
C宅のあった団地は川越線の南古谷駅から北東約2 kmに位置するマンション団地であり、35棟に約1450世帯が入居していた。団地から東へ約500 m離れたところには入間川が流れていたが、Cの母親は娘に対し、入間川には行ってはいけないと言っていた。Cの通園していた幼稚園も入間川近くにあったことから、普段から水の事故がないよう保護者たちに呼び掛けていたほか、事件発生時点では入間川沿いで女児行方不明事件が2件（A・Bの両事件）相次いでいたため、園児たちに注意を促していたところだった。また団地の住民らも、11月中旬に小学1年生の女児が見知らぬ男に誘拐されそうになった事件が発生していたこともあって、警戒を強めていた矢先の事件だった。
Cの失踪を受け、埼玉県警は川越警察署員や機動隊員ら約70人を動員、地元自治会の住民ら約150人の応援を得て付近一帯を捜索した。3事件の現場はいずれも埼玉県西部であり、かつ半径10 km圏内の入間川沿いであること、失踪した時間が夕方であることなど共通点が多かったため、埼玉県警は3件連続の女児連れ去り事件の可能性があるとみて捜査した。また県警は同月10日、県警本部に「幼女連続行方不明事案総合対策本部」（本部長・石瀬博県警本部長）を、県西部地域の11署にも対策本部をそれぞれ設置した。前者の総合対策本部の設置は、狭山（A事件）・飯能（B事件）・川越（C事件）の3署の捜査を強力に進める一方、同種事件の発生を未然に防ぐため行われた異例の措置だった。
同事件でも、宮﨑は誘拐直後にCを殺害していた。同月13日から14日にかけ、同県入間郡名栗村上名栗新田1289-2の「県立名栗少年自然の家」の職員が駐車場付近の山林（遺体発見現場から県道青梅秩父線を隔てて約350 m東の横瀬川近く）で子供用の衣服が捨てられているのを発見、15日朝になって飯能署に連絡した。これを受け、同署員が自然の家に近い杉林でCの他殺体を発見した。同事件を捜査していた県警捜査一課と飯能・川越の両警察署は誘拐殺人・死体遺棄事件と断定、県警刑事部長・友川清中を本部長とする「Cちゃん誘拐・殺人事件合同捜査本部」を設置した。またそれまでの3件について同一犯による連続誘拐事件との見方を強め、3事件の失踪現場の徹底した捜索・検証も行った。
同月20日、C宅に「C」「かぜ」「せき」「のど」「楽」「死」とそれぞれ行を改めて新聞記事の文字を拡大コピーして切り貼りした葉書が届いていた。

### 犯行声明
A事件から2か月後の10月にはB事件が、さらに同事件から2か月後にはC事件がそれぞれ発生し、その度に県警は新たな事件に限られた数の捜査員を動員するため、未解決のままだったA事件やB事件の捜査員を新たな事件の捜査に回さざるを得なくなっていた。同年12月以降、狭山署は捜査体制を37人に縮小していたが、後述のB事件・C事件が相次いで発生した後の1989年2月6日、Aの自宅玄関前に段ボール箱（縦28 cm×横34 cm×深さ17 cm）が置かれており、中には焼かれた十数個の骨片（歯が付いた子供の顎部の骨など）、犯行を匂わすメモ、富士写真フイルム製のインスタントカメラで撮影された写真（Aが失踪した当時着ていた衣服の写真）などが入っていた。これを受け、狭山署は骨片はAの遺体の一部との見方を強めて骨の鑑定を行い、捜査体制を約3倍の97人に再び増強した。またこの日は、AやBが失踪した日と同じ月曜日だった。
埼玉県警は箱に入っていた歯の鑑定を、Aが通院していた入間市の歯科医院と東京歯科大学に依頼した結果、ほとんどは乳歯であることが判明したが、Aは虫歯を治療したことがある一方、歯には治療痕が見当たらなかったことなどから、7日には歯はAのものではなく、またB（歯科医への通院歴がなかった）の歯でもないと発表した。しかし歯の鑑定を行った東京歯科大学教授（法歯学）の鈴木和男はあくまで所見として「（鑑定結果だけでは）Aとは断定できない」と述べていたに過ぎず、鈴木が詳しく調べたところ、乳歯と見られていた歯はAの奥歯と形が異なり、永久歯の生えかけの歯の頭の部分である可能性が強いことが判明したため、県警は「歯はAのものではない」という発表を事実上撤回、科学警察研究所の詳細な鑑定結果を待つこととなった。後に再鑑定を行い、10日には「A本人のものと推定される」という中間鑑定要旨を発表した。同月10日と11日に「今田勇子」の名で、朝日新聞東京本社とA宅宛にそれぞれ、犯行声明とAの顔が写ったインスタント写真が郵送された。犯人は犯行声明の中で女性であると称しており、内容は段ボール箱に入った骨は全てAの骨である、と主張するものだった。手紙2通はいずれも、狭山署が「歯はAとは別人」と発表した翌日（8日）に青梅郵便局（東京都）管内から投函されたものだった。朝日新聞社に添付された写真がA本人と確認され、また事件の経緯が克明に記されていたことや、警察が公表しなかった写真の内容について説明があるなど、犯人しか知り得ない事実が記載されていたことから、同県警は前述の鑑定結果と併せ、Aは誘拐・殺害されたものと断定した上で、この声明文も犯人が書いたものと断定した。一方でこの手紙にはAを入間川に沈めて殺したなど、事実と異なるいきさつが書かれていた。
3月11日、「今田勇子」名での第2の書簡『告白文』が朝日新聞東京本社とB宅に届く。両書簡とも極端に角張った利き手と反対の手で書かれたとも思える筆跡が特徴であり、筆跡鑑定が行われた。宮﨑の犯行声明文には、平仮名に片仮名が混じるなど不自然な部分が見える。以下に要旨を掲げる。
このような犯行文から、埼玉県警は子供を産めない女性による犯行との見方に傾き、捜査は振り回されることになる。一方で「今田勇子」の声明文と異なり、仮に犯人が男性だと仮定すると、Aが失踪した8月22日当日にAを目撃した主婦や男児たちの証言と犯行声明の内容がほぼ一致することも指摘された。県警は同月27日、「幼女連続行方不明事案総合対策本部」を発展的に解消した上で、新たに「幼女誘拐殺人事件等総合対策本部」を設置、それまで県西部を中心に11署に設置されていた対策本部も37全署に広げた。

### D事件
翌1989年6月6日、東京都江東区東雲二丁目で保育園児の女児D（当時5歳）が行方不明になった。警視庁捜査一課と深川警察署が事件・事故の両面で捜査したが、同月11日、飯能市宮沢170-1にある宮沢湖霊園の駐車場北西側にあった簡易トイレ裏で、頭部と両手足首が切断された女児の遺体が発見され、同月12日に埼玉県警は発見された遺体が女児Dのものと断定した。警察庁によれば、日本国内で小学生以下の幼児が被害者となったバラバラ殺人事件は初めてであった。バラバラ殺人事件は1949年（昭和24年）以降、それまでに全国で77件が発生していたが、死体の持ち運びのために切断した事例が多く、被害者はほとんどが大人だったという特徴があり、Dは日本国内でそれまでに発生したバラバラ殺人の被害者としては最年少でもあった。また1984年（昭和59年）以降、12歳以下の児童が犠牲となった誘拐殺人事件はD事件が14件目だった。同日、警察庁は一連の誘拐事件を広域重要事件捜査要綱に基づき、広域重要指定事件に次ぐ重要事件として同庁が捜査の指導・調整に乗り出す「準指定第4号事件」に指定した。
なお公判の罪状認否で、宮﨑は「Dの両手を焼いて食べた」という旨を述べたが、検察は自己の異常性を強調するため虚偽の事実を述べたものだと論告で主張した。判決では検察側の主張を認め、宮﨑の主張する食人行為は虚偽の疑いが濃厚だとされた。

### 犯人の逮捕
1989年7月23日、宮﨑は東京都八王子市美山町で、幼い姉妹を標的として妹の方の全裸写真を撮るというわいせつ事件を起こしているところを被害女児の父親に見つかり威嚇され宮崎が「もうしませんから警察には言わないでください！」と言ったのを偶然近くをパトロールしていた警官に聞かれて、父親によって警察に引き渡され（私人逮捕）、八王子警察署に現行犯逮捕された。宮﨑を取り押さえた被害者の父親は「D事件の犯人もまだ捕まっていないのに」と取り押さえた宮﨑を責めたが、後日それが連続殺人事件の犯人だと知って愕然としたと当時のマスコミの取材で話している。
東京地検八王子支部は8月7日、宮崎をわいせつ誘拐、強制わいせつ罪で起訴し、同月9日に宮崎は女児Dの殺害を自供。翌10日、自供通り奥多摩町梅沢地区の山中で女児Dの頭蓋骨が発見され、11日に宮崎を未成年者誘拐、殺人、死体遺棄の容疑で再逮捕した。
宮崎は当初、埼玉県で起きた3つの誘拐事件の関連については否定していたが、9月にかけて4つの事件への関与を自供し、9月2日に東京地検は宮崎をD事件に関する誘拐、殺人、死体損壊・遺棄罪で起訴した。警察庁は一連の事件について、社会的影響の大きさ、類を見ない残虐な犯行からグリコ・森永事件（広域重要指定114号事件）・朝日新聞襲撃事件（116号事件）といった過去の広域重要指定事件に匹敵する重大事件と判断、9月1日付でA・C・Dの3事件を広域重要指定117号事件として指定し、A事件の捜査本部が設置されていた狭山署に「117号事件合同捜査本部」を設置した。その後、宮崎は生死不明になっていたBについても、A・C・Dの3被害者と同じく誘拐後に絞殺して小峰峠（五日市町と八王子市の市町境）付近の山中に遺体を遺棄したことを自供、同月6日に自供通り五日市町の山中でBの遺体が発見された。これを受け、警察庁はB事件も117号事件に追加指定した。
後藤正夫法務大臣は「死刑くらいでは収まらない残酷な出来事だ」と発言した。

宮崎が自室に所有していた5,763本もの実写ドラマなどを撮影したビデオテープを家宅捜索により押収した警察側は、これらを分析するために74名の捜査員と50台のビデオデッキを動員した。2週間の捜査によって、被害者幼女殺害後に撮影したと見られる映像が発見された。

### 時系列
- 1988年

8月22日 - 埼玉県入間市でAが行方不明になる。
10月3日 - 埼玉県飯能市でBが行方不明になる。
12月9日 - 埼玉県川越市でCが行方不明になる。
12月15日 - 埼玉県入間郡名栗村でCの遺体が発見される。
- 1989年

6月6日 - 東京都江東区でDが行方不明になる。
6月11日 - 埼玉県飯能市で切断されたDの遺体が発見される。
7月23日 - 東京都八王子市における幼い姉妹に対するわいせつ行為の現行犯で宮﨑勤が逮捕される。
8月7日 - 東京地検、姉妹へ対するわいせつ誘拐・強制わいせつで宮﨑を起訴。
8月9日 - 宮﨑がDの殺害を自供。
8月10日 - 宮﨑の自供の通り、東京都西多摩郡奥多摩町でDの頭蓋骨が発見される。
8月11日 - 宮﨑、Dに対する未成年者誘拐、殺人、死体遺棄の容疑で再逮捕。
8月13日 - 宮﨑がA及びCの誘拐殺人を自供。
9月1日 - 警察庁がA・C・Dの事件について警察庁広域重要指定117号事件に指定。
9月5日 - 宮﨑がBの殺害を自供。
9月6日 - 宮﨑の自供通り東京都西多摩郡五日市町（現・あきる野市）でBの遺骨が発見される。これを受けBの事件についても117号事件に追加指定。
9月13日 - Aの遺骨発見。

## 動機
事件の奇異さからさまざまな憶測が飛び交い、また宮崎自身が要領を得ない供述を繰り返していることから、裁判でも動機の完全な特定には至っていない。
鑑定に当たった医師たちによると、彼は本来的な小児性愛者ではなくあくまで代替的に幼女を狙ったと証言されている。第1次精神鑑定鑑定医の保崎秀夫は法廷で「成人をあきらめて幼女を代替物としたようで、小児性愛や死体性愛などの傾向は見られません」と証言し、簡易精神鑑定書は「幼児を対象としているが、本質的な性倒錯は認められず……幼児を対象としたことは代替である」としている。
一方で彼の性愛の対象は、成人の女性より幼女とする幼女性愛、幼女よりその死体とする死体性愛、死体よりそれを解体したものとする死体加虐愛、さらにそれをビデオに撮ったものとする拝物愛へ移っていった、とする意見もある。

## 刑事裁判

### 第一審
1989年8月24日、東京地方検察庁の総務部診断室で簡易精神鑑定を受ける。精神分裂病の可能性は否定できないが、現時点では人格障害の範囲に留まるとされ、これを受けて検察は起訴に踏み切った。初公判では「全体的に、醒めない夢を見て起こったというか、夢を見ていたというか……」と罪状認否で訴えた。
簡易鑑定の問診記録によれば、宮﨑はA事件で遺体を動画撮影した動機について、鑑定人に「どうして写真だけでは済まなくなったか」を聞かれた際は、第一次鑑定では「よくわかんない」、最後の被告人質問では「急に子どものころが懐かしくなった」と、それぞれ曖昧な証言をしていた。またB事件で遺体にわいせつ行為をした動機についても供述調書では「何ともいえぬスリルがあった」、第一次鑑定では「よく覚えていない」「一番印象がない」と述べ、やはり不明瞭な供述をしていた。

#### 初公判
第一審の初公判は1990年（平成2年）3月30日に東京地方裁判所刑事第2部（中山善房裁判長）で開かれ、被告人として出廷した宮﨑は罪状認否で犯行の外形的事実は認めたが、誘拐・殺害の計画性や殺意は否定した。

#### 保崎鑑定
同年11月28日に宮﨑の弁護人が精神鑑定を請求し、鑑定のため、公判は約1年5か月間中断された。同年12月より、5人の精神科医と1人の臨床心理学者による精神鑑定が実施される。この鑑定は保崎秀夫（慶應義塾大学名誉教授）ら6人による精神鑑定（保崎鑑定）で、保崎らは鑑定の末、宮﨑は手の障害の劣等感から被害的になりやすい傾向があり、それに性的興味や収集癖が相まって犯行におよんだものであり、事件当時は人格障害ではあったが精神分裂病などの状態ではなく、完全責任能力を有していたとする結論を出した。同鑑定では動物虐待などの異常行動に目が向けられ、祖父の遺骨を食べたことなどは供述が曖昧なため事実ではないとみなされた。また祖父の骨を食べた件について、弁護側は墓石などが動かされたことを証拠としたが、検察側はそれだけでは確証ではないと反論した。
1992年（平成4年）3月31日に「保崎鑑定」の鑑定書が提出され。同年4月27日に再開された公判で証拠採用されたが、同年9月21日に弁護側は冒頭陳述で、「異常で冷酷な犯行に比べ、全く罪悪感が欠如。精神世界の解明と犯行時の精神状態考察が必要」とする意見を述べた。

#### 内沼鑑定・中安鑑定
同年11月11日の公判で被告人質問が開始されたが、同日の公判で宮﨑は「祖父の骨を食べた」などと述べた。同日、弁護側は再度の精神鑑定を請求し、同年12月18日よりから3人の鑑定医により再鑑定が始まる。このため1993年（平成5年）3月2日以降、再鑑定のため公判は再び中断された。
1995年（平成7年）2月2日に1年11か月ぶりに再開された公判で、中安信夫（東京大学助教授）による2回目の精神鑑定（中安鑑定）と、内沼幸雄（帝京大学教授）・関根義夫（東京大学助教授）による3回目の精神鑑定（内沼鑑定）それぞれの結果が提出された。「中安鑑定」は、宮﨑は手の奇形や「解離性家族」などを背景にした妄想が発展し、唯一の支えであった祖父の死を契機に「多重人格」を主体とする反応性精神病の状態（精神分裂病に近い状態）に陥っており、犯行時は是非善悪の識別能力もその識別に従って行動する能力も若干減弱していた、と結論付けていた。また「内沼鑑定」は、宮﨑は高校時代までに精神分裂病を発症しており、それによる意欲低下・感情欠除・攻撃性などが祖父の死によって強まり、多重人格状態にあったと評した上で、犯行の要因は性的欲求と収集欲求が大部分であり、事件当時は是非善悪を識別する能力はほとんど保たれてはいたものの、行為を制御する能力を欠いており、心神耗弱状態であった（ただし免責範囲は少ない）と結論づけていた。

#### 死刑求刑
1996年（平成8年）7月17日に最後の被告人質問が行われたが、宮﨑は「事件は別のシマのことのようで、何も感じることがない」と述べた。
同年10月7日に東京地裁（田尾健二郎裁判長）で論告求刑公判が開かれ、宮﨑は検察官から死刑を求刑された。それまで公判はオウム真理教事件の公判の余波で、東京地裁で最大の104号法廷から狭い別の法廷に移されて行われていたが、同日の公判は再び104号法廷で行われた。同日は論告に先立って新たに証拠採用された被害者遺族の調書（宮﨑の死刑を望む旨）の証拠調べ手続きが行われた。
証拠調べ手続きが終わった後、検察官は200ページ超の論告書を約2時間かけて朗読した。検察官は論告で、弁護人の「宮﨑は事件当時心神喪失あるいは心神耗弱の状態で、責任能力を欠いていた」とする主張を否定し、捜査段階の供述では犯行を詳細に再現していること、動機や犯行当時の心理状態も十分に理解可能であることから、異常性は認められず、責任能力があることは明らかであると主張した。また責任能力への疑義を指摘した「中安鑑定」「内沼鑑定」に関しては、捜査段階における宮﨑の供述を排除するなど、前提となる事実認識や宮﨑の供述の信用性に対する慎重な検討がなされていないことなどを指摘し、両鑑定は十分に信用に値するものではないと批判した。
その上で情状面については、事件を「我が国の犯罪史上類を見ないほどの凶悪重大事犯」であると位置づけた上で、犯行の罪質が極めて悪質であり、4人の幼女の命が奪われた結果も重大である点、犯行動機に何ら同情すべき点がない点、被害感情の峻烈さ、事件の甚大な社会的影響を指摘した。また、宮﨑が犯行を認めていた捜査段階から一転して公判では自身が犯行時異常な精神状態にあったかのような言動を繰り返し、被害者や遺族に謝罪せず、改悛の情も更生への意欲も一切示していないことから、矯正効果を期待する余地は皆無であると断じた。

#### 最終弁論
同年12月25日に開かれた第37回公判で、弁護人による最終弁論が行われ、初公判から6年半以上におよんだ第一審の審理は結審した。
弁護人は約9万5,000字におよぶ最終弁論書で、「自白調書の信用性」「動機」「精神状態の考察」の3点について、検察官の主張に対する反論を展開した。自白調書については、遺体の損壊時期などが事実と異なること、取調べ中も異常な行動があったことなどを指摘し、その信用性を否定した。また検察官が「性的欲望の充足」とした犯行動機については、犯行態様との間に大きな落差があると主張した上で、一連の犯行の動機は「解離性家族」「両手の障害」「母子関係の不全性を背景とする幼児性と性的未熟性」が背景にあり、それらの下で宮﨑が犯行前に発病していた精神分裂病の影響で形成されたものであると主張。真の動機として、「誘拐のスリル」「幼児性と性的未熟による倒錯」「ビデオの収集癖」の存在を指摘した。
また完全責任能力の存在を認めた「保崎鑑定」については、家族や生活史の分析が不十分である点、（半数の医師が途中で宮﨑に問診を拒否されたことから）問診時間が短く、分析も不十分である点、奇妙な行動をすべて「拘禁反応」と決めつけており、ビデオの収集など異常な生活ぶりにも言及していないことなどを批判した。その上で、宮﨑は犯行時心神耗弱状態にあったとした「内沼鑑定」「中安鑑定」の2鑑定は、家族歴や生活史の分析に積極的手間あり、精神医学的考察にも多くのページを割いているとして、事件記録や接見内容、宮﨑に罪の意識がないことなどから、宮﨑は犯行時精神分裂病に罹患していたと主張し、犯行時は心神喪失もしくは心神耗弱であったとするのが相当だと主張した。
最終意見陳述で、宮﨑は「早く帰りたいです」と2回発言した。

#### 死刑判決
1997年（平成9年）4月14日の判決公判で、東京地裁（田尾健二郎裁判長）は求刑通り宮﨑を死刑とする判決を宣告した。死刑判決の場合は主文を後回しにして判決理由から読み上げることが通例だが、田尾は同日、冒頭で主文を宣告した。
東京地裁は3件の精神鑑定結果について検討し、「内沼鑑定」については公判での宮﨑の供述をそのまま犯行時の体験と理解した基本的姿勢に疑問を呈し、同様の犯行を4回にわたって繰り返したことなどから、宮﨑が事件当時「多重人格」だったとは認められないとして、採用しなかった。また「中安鑑定」も「手の障害に起因する被害感や劣等感を分裂病の症状と見るには疑問がある」として不採用とした一方、宮﨑には完全責任能力があったとした「保崎鑑定」を採用し、宮﨑は事件当時、完全責任能力を有していたと認定した。また、捜査段階の自白調書は自ら遺体遺棄現場を明らかにするなど信用性が高いことを指摘した上で、犯行動機については性的欲求に加え、「幼女をビデオ撮影して収集したい」とする気持ちがあったことを指摘した。
そして量刑理由では、犯行動機に同情の余地が皆無であること、犯行が冷酷非情極まりないものであり（殺害方法の残虐性・死体損壊の態様など）人としての尊厳を踏みにじる態度が著しいこと、被害者遺族の悲嘆や処罰感情の峻烈さ、宮﨑が犯行時から被害者遺族や社会を嘲笑する態度を取ったり、公判でも自己の刑事責任を免れようとする態度に終始して謝罪・反省の態度が見られないことなどを指摘した。一方で宮﨑には生まれつき両手に障害があり、両親の対応が不適切だったこともあって幼少期から一人で悩みを抱え込み、祖父母や両親の不和など情緒的に恵まれず、長男として甘やかされ適切なしつけを受けずに成長したため、人格の歪みを形成するに至ったことが犯行の背景にあり、その点には同情の余地が皆無とは言えないこと、世間に溢れる残忍さや性的興味を売り物にした映像や出版物が幾許か影響を与えた面もあること、事件後に家族が世間から厳しい非難の目を向けられ、父親が自殺したこと、母親は娘（宮﨑の妹）2人とともにひっそりと身を寄せて生活しながら、被害者の氏名を紙に書いて日々祈り謝罪しながら冥福を祈りつつ、自宅敷地を引当にするなどして合計800万円を工面し、遺族に対する慰謝の措置の一部として各200万円ずつ送金して受領されていることなど、宮﨑にとって汲むべき事情もあることを指摘した。しかし犯行の回数・動機・社会的影響などから、宮﨑の刑事責任は重大であり、極刑以外の量刑はありえないと結論付けた。
宮﨑の弁護側は判決に対する事実誤認と量刑不当を訴え、同日中に東京高等裁判所へ控訴した。埼玉県知事の土屋義彦は同日、判決内容について、定例会見で「かつてない不幸な悲しむべき事件だった。公正な裁判の結果だと思う」と述べた。

### 控訴審
控訴審は東京高裁刑事第12部に係属し、河辺義正が裁判長を務めた。宮﨑の弁護人は1999年（平成11年）11月12日までに、宮﨑は事件当時心神喪失もしくは心神耗弱状態だったとして、改めて無罪か刑の減軽を求める控訴趣意書を提出、同月16日には東京高裁が初公判期日を指定した。
控訴審初公判は1999年12月21日に東京高裁（河辺義正裁判長）で開かれ、弁護人は原判決と同じ「宮﨑は心神喪失または心神耗弱状態だった」とする主張のほか、捜査段階の供述調書には捜査官の誘導と見られる供述が随所に見られ、信用性に疑問があるとする主張や、密室で執行される死刑は残虐で憲法違反であるとする主張を展開し、死刑判決の破棄を求めた。一方で検察官は、宮﨑の捜査段階の自白は十分信用性が認められると主張、その自白を前提に判断された精神鑑定の結果および、「完全責任能力が認められる」とした鑑定結果を採用した原判決の判断に誤りはないと主張、控訴棄却を求めた。
2000年（平成12年）11月21日の控訴審公判で、東京高裁は第一審で行われた精神鑑定などの記録と、控訴審での10回にわたる被告人質問から精神鑑定は必要ないと判断、弁護人による精神鑑定請求を却下し、控訴審の事実調べを終え、第一審で採用された3つの精神鑑定を基に、宮﨑の責任能力の有無を再検討した。
控訴審は2001年（平成13年）2月6日の第12回公判で結審した。同日の最終弁論で弁護人は、宮﨑は精神分裂病に罹患していたため、事件当時は心神喪失か心神耗弱の状態だったとして原判決破棄を求めた。一方で検察官は、宮﨑の供述する「もう一人の自分」などは、犯行時の精神の異常さを強調するものであり、そのような言動自体が完全責任能力を有していたことを表しているものだと主張、控訴棄却を求めた。

#### 控訴棄却判決
2001年6月28日の控訴審判決公判で、東京高裁（河辺義正裁判長）は宮﨑には完全責任能力があったと認定して死刑を言い渡した原判決を支持し、宮﨑の控訴を棄却する判決を言い渡した。
同高裁は「心神耗弱」とする2件の鑑定結果は供述や証拠に照らして疑問があると指摘し、原判決でも採用された「宮﨑は人格障害で、物事の善悪を判断する能力までは失われていない」とする鑑定を支持し、宮﨑の「ネズミ人間が出てきて、気が付くと女の子が倒れていた」という供述は整合性を欠いており、一連の犯行は巧妙・計画的であり、犯行声明を出すなど一貫した意思があったと評した。また捜査段階における供述の信用性についても、警察で厳しい取り調べがなされた可能性までは否定しなかったが、犯行経過など中核の事実に関する供述は客観的な証拠とよく符合すると指摘し、「暴力的な取り調べにより自白を強制された」として信用性を否定する弁護人の主張を排斥した。
弁護人は判決を不服として同年7月10日、最高裁へ上告した。

### 上告審
2005年（平成17年）11月23日に最高裁判所第三小法廷（藤田宙靖裁判長）で上告審の公判が開かれ、弁論が行われて結審した。弁護人は宮﨑が拘置所で長年、向精神薬を処方されていることなどから、統合失調症を想定した治療が継続されていることを主張、さらに宮﨑は犯行時から明らかに精神疾患に罹患していたとして、捜査段階での供述のみ信用性を認定した第一審判決は事実誤認であると主張し、原判決を破棄して審理を差し戻すよう求めた。一方で検察官は、捜査段階での供述は具体的・詳細であり、極端な性格の偏り（人格障害）はあったものの、犯行時には病的な精神状態だったとまではいえないと主張、上告棄却を求めた。

#### 死刑確定・執行
2006年（平成18年）1月17日に上告審判決公判が開かれ、最高裁第三小法廷（藤田宙靖裁判長）は宮﨑の完全責任能力を認定して死刑とした第一審・控訴審判決を是認し、控訴審判決に対する宮﨑の上告を棄却する判決を宣告した。
宮﨑の弁護人は判決訂正申立を行ったが、同年2月1日付で同小法廷から申立を棄却する決定が出された。翌2日に決定書が宮﨑へ送達され、同日付で正式に死刑が確定した。判決確定までの期間は事件から17年余り、第一審の初公判から16年という長期裁判であった。かくして死刑確定者（死刑囚）となった宮﨑は、鳩山邦夫法務大臣が発した死刑執行命令により、確定から2年4か月後の2008年（平成20年）6月17日に収監先の東京拘置所で死刑を執行された（45歳没）。

## 影響
地元新聞の1つである『秋流新聞・西の風』（現：『Weekly News 西の風』）は、宮崎が住んでいた五日市町小和田周辺には逮捕後、連日報道陣が押し寄せ、早朝の4時からヘリコプターが飛んだり、秋川の川遊び客が野次馬として押し寄せたりして近隣住民に大変な迷惑がかかっていることや、「小和田橋」付近である新聞社の車が5歳児をはね、子供が意識不明の重体になる交通事故があったが、その事故は『しんぶん赤旗』が数行報じた以外、どの新聞でも報じられておらず、警察署や（被害児の）両親に取材を申し入れても「死亡事故ではない」「すんだこと」として取材を断られたと報じ、大新聞は他人のことを派手に報道する一方で身内の事件事故は共同して抑え込むと主張、マスコミ批判を展開していた。同紙によれば同年10月に入って五日市は平穏を取り戻したが、同紙は宮崎の逮捕後にある町民が伊豆の旅館に投宿しようとしたところ、五日市町民であることを理由に宿泊を断られたという話があったり、町議会で「名誉回復」を求める一般質問も出たりしたことなど、町に風評被害がおよんでいることを報じていた。
『埼玉新聞』は、一連の事件が人と人とのつながりを遠ざけ、さらに人間を不信がらせる風潮を作り上げたと評している。被害者Bが通学していた飯能市立原市場小学校は事件を契機に、それまで低学年でのみ実施していた集団下校を高学年にも適用するようになった。またAやCがそれぞれ住んでいた入間市や川越市の団地でも、自治会が毎日16時から1時間にわたるパトロールを実施するようになり、後者の団地の子どもたちが通学している川越市立古谷東中学校も職員が週2回程度団地周辺を巡回するようになった。A事件の誘拐現場となった歩道橋付近、およびC事件の誘拐現場付近には、それぞれ事件から3年後に交番が設置され、またそれぞれ誘拐現場付近の小学校には「二人以上で帰ります」「四時までに帰ります」、「幼児を誘拐から守りましょう」といった看板が設置されている。

犯人である宮﨑の実家は地元新聞『秋川新聞』を発行する出版社「新五日市社」で、同社の経営者である父親は地元の名士として知られていたが、事件後に家族は離散し、父親は息子の逮捕から5年後の1994年（平成6年）に自殺している。

### オタクバッシング
宮崎がいわゆるおたく・ロリコン・ホラーマニアとして報道されたことから、同様の趣味を持つ者に対して強い偏見が生じた。宮崎が殺害後の幼女をビデオカメラで撮影し、膨大なコレクションのビデオテープの中に隠し持っていたことから、おたくは現実と空想・妄想と犯罪行為の境界が曖昧で、明確な規範意識の欠落が犯罪に及んだなどとされた。
この事件により「有害コミック騒動」が活発化してアニメ・漫画・ゲームなどが青少年に悪影響を及ぼすとする風潮が高まり、マスコミやPTAなどでの議論となった。これら議論では、事件の代表格である「幼女連続誘拐事件」が槍玉に挙げられた。
宮崎が第1の事件を供述して以降、NHKや民放のテレビの報道・ワイドショー番組は連日、連続幼女誘拐殺人事件関連の報道を大々的に伝えた。その直前、海部俊樹が第76代内閣総理大臣に就任し、第1次海部内閣が発足したばかりだったが、宮崎が第2・第3の事件の供述をしたことから、事件の経緯を検証する形で誘拐殺人事件報道を優先していた。民放各局のワイドショーは8月下旬まで、連日30分〜1時間（場合により2時間も）程度で誘拐殺人事件関連の話題を優先していた。
当時の報道では、後のオウム真理教事件以降顕著になった報道のワイドショー化、マス・ヒステリーが激化。これらは1980年代サブカル文化人にとっての「連合赤軍事件」となり、これ以降大塚英志などのサブカル文化人が「社会派」に転じる動きが起きた。
8月26日に礼宮文仁親王（現・秋篠宮）が川嶋紀子との婚約を発表してからは、事件報道の扱いが次第に縮小されていった。
『埼玉新聞』は宮﨑の逮捕後に県内の高校で、人付き合いが苦手な一方でパソコンやテレビゲームが好きな少年が級友たちから「将来宮崎になるんじゃないの」とからかわれたり、別の高校で「宮﨑みたい」などと言われ続けた少年が登校拒否になるなどといった出来事が起きていると報じている。また宮﨑の逮捕後、かつて彼が所属していたビデオクラブの会長を始めとした会員たちはマスコミ各社から相次いで取材を受けたが、その影響で「家族からも変な目で見られた」などの投書がクラブの会誌（同年9月発刊）に投稿された。同年12月のコミックマーケットには十数万人が参加した一方、参加者らの多くはマスコミの取材に対してかなり神経質になっており、取材に応じる者もそれまでに比べてかなり少なかったが、準備会代表の米沢嘉博はその背景について、マスコミ報道でアニメやビデオ、ホラーといった「弱い部分」に責任が押し付けられた結果、コミケの参加者らが「出版文化を支えている漫画やアニメの末端に位置し、マスコミの側にいると思っていた自分たちがマスコミにたたかれている」というマスコミへの猜疑心を抱いていると解説している。同会には事件を扱った同人誌が5、6誌出品されたが、そのうちの1誌には「天皇報道も、紀子さんブームの時も、マスコミはすべて同じ方向を向いている。“明るくてスポーツマン”スタイルの体育会系人間だけが認められ、社会の枠組みに入れない者、感性の異なる者を否定し、切り捨てる風潮こそ見直すべきだ」という発言が掲載されている。
その後も、児童が被害者となる事件や少年犯罪が起こるたび、断続的にアニメ・漫画・ゲームなどの悪影響が論じられ続け、おたくの間で強い反マスコミ感情、社会から疎外されているという被害者意識が醸成されていくこととなった。2004年に発生した奈良小1女児殺害事件を受けた、大谷昭宏によるフィギュア萌え族発言のように、容疑者の逮捕以前から事件の犯人をおたくだと決めつけるコメンテーターの発言もたびたび行われている。また、2005年には警察により、おたくをターゲットとした職務質問が行われた例も確認されている。その後、オタクバッシングは下火になったが、現在も時たま起こる事はある。

#### 「10万人の宮崎勤」デマ
コミケ会場を取材したあるテレビ番組のレポーターが来場者を前に「ここに10万人の宮崎勤がいます！」と言った、という噂が2000年代にWikipediaを含むネット空間で真偽不明のまま広まった。ライターの石動竜仁が2017年に行った調査によると、事件発覚当時、新聞や週刊誌などで似たような記述は多くみられたが、「10万人の宮崎勤」という文言は使われていなかった。また「10万人の宮崎勤」をテレビで見たという証言は多数あり、中には発言者が東海林のり子であると名指しするものもあった（東海林のり子#「10万人の宮崎勤」デマ被害を参照）が、報じた局、レポーターの名前・性別、状況がみなバラバラであり、噂と一致する映像は確認できなかったという。石動によれば、2004年9月に発売されたとある雑誌に掲載されていた漫画の中で「10万人の宮崎勤」発言をネタにしたシーンがあり、これ以降、ネットで噂が大きく広がったとしている。

### ホラー作品
宮崎の部屋から押収された大量のビデオテープの中に、『ギニーピッグ2 血肉の華』が含まれていたと報道されると、この作品に影響されて犯行に至ったという解釈が世間に広まり『ギニーピッグ』シリーズは全作品が廃盤となった。しかし実際に部屋から押収されたのは全編コメディ調の『ギニーピッグ4 ピーターの悪魔の女医さん』であり、宮崎は『ギニーピッグ2』を見ていないと供述している。しかしながらこの影響で宮崎の逮捕後しばらく、ホラー映画のテレビ放送が自粛された。

### ポルノ作品
この事件後、1989年あたりから創作物における性的描写に規制が強まった。少年漫画などで女性の裸体を表現する場面で乳首が見えないように修正を施されたのもこのころからである。青年誌では『ANGEL』などの人気作品が連載中止となった。
5,787本という膨大なビデオテープの大半は『男どアホウ甲子園』や『ドカベン』など大量のアニメ作品の録画テープが占めており、いかがわしいビデオや幼女関連のビデオ作品は44本に過ぎなかった。
これらのテープのほとんどは一般のテレビ放送を録画したものや、そのテレビ録画がマニアによってダビングされたもので、これらは文通などの方法で交換されたものという話がある。当時の報道によれば、こういったマニア間でのテレビ録画したダビングビデオの交換は方々で行われていたが、宮崎はこの交換で望みのテープを入手する際に、相手への返礼が十分でなく、遅延するトラブルもあったという。また宮崎が自分の欲しい作品をどんどん入手する反面、相手の頼みはできるだけ断るという態度を取ったため、宮崎を除名したサークルもあった。またサークルのメンバーからは、宮崎は「完録マニア」（全話を録画しないと気がすまないタイプ）であり子どもっぽいとの印象も持たれていた。

### 取材現場での「絵作り」演出疑惑
当時『読売新聞』社会部の記者として本事件を取材していた木村透は後年、ある民放のカメラクルーが宮﨑の部屋の中にあった雑誌の山の中から成人向け漫画『若奥様のナマ下着』を抜き取り、最上部に乗せて撮影するという行為をしたため、宮﨑が収集していた雑誌類やビデオはすべて成人向けのものであるという誤ったイメージが流れたと証言している。報道陣が部屋を撮影する現場に居合わせていた週刊誌記者の小林俊之も同様の証言をしており、また『月刊ニュータイプ』1989年11月号でもとり・みきが、こうした「TVの人間」による雑誌の位置を動かすなどの「演出」があったと主張している。

### 小児児童への影響
この事件をきっかけに、年端もいかない小児に性衝動を覚えるペドフィリア嗜好の存在が広く知られることとなり、保護者が子どもをめぐる性犯罪に対して強い恐怖感を抱くようになった。
テレビの幼児番組などでも、児童（女児）の裸・下着が画面に映ることを避けるようになった。さらに、宮崎が年少のころより動物に対して残虐な行為を行っていたという報告もあり、動物虐待行為がこれらの犯罪行為の予兆であると考える向きもある。

### その他の影響
事件当時、フジテレビジョンで放送中のアニメ『らんま1/2』において、8月19日放送予定だった 第14話「さらわれたPちゃん 奪われたらんま」が誘拐を連想させるとして急遽放送内容を差し替え、後日放送予定だったアニメオリジナルエピソードの回を放送したが、その話の回想シーンにまだ未放送回のシーンがあったため、話がつながらない部分が発生する影響があった。また、この回は放送枠移動後に放送されたが、移動後の放送枠がローカルセールス枠であったことから一部の局では移動の際に打ち切られたため、再放送かソフト化まで見られない地域もあった。
日本のロックバンドARBの楽曲「MURDER GAME」の歌詞の内容が本事件に酷似していると、放送禁止となった。また同楽曲の歌詞の内容は、テレビゲーム狂の男が遊び相手の子供を殺したというもので、宮崎の起こした事件の概要とは異なる。
事件当時の宮崎の愛車が日産・ラングレー（N13型4ドアセダン）である事が報道され、犯行に使用されていた事もあって同車に悪い印象が根付いてしまい、メーカーである日産自動車や販売会社の日産・プリンス店がイメージ回復を図ろうとして多額を投じてプロモーションするもイメージが回復せず、販売台数が大幅に減少したうえ下取り価格も大幅に下落してしまう事態に陥った。更には同車のオーナーも愛車のイメージダウンが原因で周囲の目を気にしたり、子供がいじめの標的にされる等の風評被害も発生したために買い替えを余儀なくされるケースもあった。その後、翌年の1990年に姉妹車の日産・パルサーのN14型へのフルモデルチェンジに合わせて統合され生産と販売が終了となった。
尚、本件が原因で販売終了へと追い込まれたという説もあったが、実態は本件と同時期に全国各地のパルサー販売会社である日産・チェリー店が同地域の他系列販売会社（主にプリンス店）に吸収合併された為、両販売会社の取扱車種を販売する運びになったことから姉妹車同士のパルサーとラングレーが併売状態になったうえ、既にこの時点で日産においてラインナップの増えすぎた1.5Lクラスの車種整理の一環としてラングレーを同じく姉妹車である日産・リベルタビラ共々、翌年フルモデルチェンジされるパルサーへの一本化が社内決定していたため本件が直接的な生産中止・販売終了の原因では無い。

## 冤罪説
この事件について冤罪説を唱える者が集まり、「M君裁判を考える会」という市民団体を組織した。代表者の木下信男（応用数学者、明治大学名誉教授）は1994年、『明治大学教養論集』に『裁判と論理学─幼女連続誘拐殺人事件に見る冤罪の軌跡』と題する論文を載せ、冤罪論を説いた。
また、「M君裁判を考える会」会員である小笠原和彦は冤罪説の立場から『宮崎勤事件 夢の中：彼はどこへいくのか』（現代人文社、1997年）を執筆している。

## その他
宮崎勤が1989年3月11日に「今田勇子」名義で第2の書簡「告白文」を朝日新聞東京本社と殺害された女児の家に送っているが、その告白文では、前年1988年に利根川河川敷で白骨化した遺体が発見された群馬小2女児殺害事件について触れられている。群馬小2女児殺害事件は、遺体の発見現場が河川敷だったこと、遺体の両腕のひじから先と両脚の膝がなかったことなど、宮崎の事件との共通点があった。そのため、この事件も宮崎の犯行と疑うメディアもあったが、殺害時期が宮崎の第1の殺害事件から1年近く前であること、事件現場がやや離れていたこと、宮崎と結びつける証拠が見つからなかったこともあり、宮崎の犯行としては立件されず、2002年9月15日に公訴時効が成立して未解決事件となった。
女児Dの切断遺体が遺棄された宮沢湖霊園（埼玉県飯能市）には事件後、遺体発見者の一人である元霊園管理人がDのための小さい祠を建設し、1997年4月ごろ（第一審判決後）にはその祠に代わって被害者4人のための慰霊碑が建設された。碑には平仮名で「なむあみだぶつ」と刻印されている。また入間市春日町の「蓮華院」にある被害者Aの墓は、おかっぱ頭の女の子の姿をした地蔵菩薩が墓石として用いられており、2008年6月時点でも参拝者による献花が続いている。この地蔵はAの両親の要望を受け、Aの面影を残す顔立ちで製作されたもので、墓と地蔵は事件を風化させたくないという遺族の意向から南向きの目立つ場所に建てられている。
神奈川県横須賀市長沢にある「久里浜霊園」には、被害者4人を慰霊するため地蔵菩薩などの石像群が建立されており、「四童女供養仏」と呼称されている。これは同霊園を管理する横浜市の寺「聖徳寺」の檀家（事件当時、被害者の1人の近所に住んでいた）が寄贈したものである。

## 関連作品

### テレビ番組
- 『報道スクープSP 激動!世紀の大事件II』（フジテレビジョン）- 2014年12月13日 宮崎勤役：曇天三男坊
- 『土曜プレミアム・衝撃スクープSP 30年目の真実 ～東京・埼玉連続幼女誘拐殺人事件』（フジテレビ） - 2017年10月7日 宮崎勤役：坂本真 宮崎本人の肉声が放送され、大きな反響があった。
  - 安永英樹『肉声 宮﨑勤 30年目の取調室』文藝春秋、2019年1月。ISBN 978-4163908687。上記テレビ番組『土曜プレミアム』取材内容の書籍化。
- 『みんなのニュース』（フジテレビ） - 2017年10月9日 特報
- 『平成ニッポンの瞬間映像30』（日本テレビ） - 2018年12月28日 宮崎勤役：長坂一哲
- 『ザ!世界仰天ニュース』（日本テレビ） - 2023年3月28日

### 映画
- 『地獄』 - 1999年11月20日公開。監督は石井輝男。劇中には宮崎をモデルにした人物「宮島ツトム」（演：平山久能）が登場する[注 16]。